# Barrio Centro (Santiago del Estero)
El barrio centro de la ciudad de Santiago del Estero está comprendido, como su nombre lo indica, en el centro propiamente dicho de la ciudad y está ubicado dentro de las principales cuatro avenidas. 
Sus límites son: Avda. Roca (S); Avda. Alsina; Avda. Moreno (S); Avda. Rivadavia.
Su superficie es de 150,70 hectáreas y la población según el censo del 2001 es de 8530 habitantes.